# Jean Alavoine
Jean Alavoine (Roubaix, 1 d'abril de 1888 - Argenteuil, 18 de juliol de 1943) va ser un ciclista francès, professional entre 1909 i 1925. En aquests anys destaquen, entre d'altres, disset victòries d'etapa al Tour de França i tres al Giro d'Itàlia, a banda de proclamar-se Campió de França en ruta el 1909 i 1920. Al Tour de França fou dues vegades segon i dues vegades tercer. Era anomenat Le Gars Jean. Fou trobat mort el 1943 després d'una cursa ciclista de veterans. Era germà del també ciclista Henri Alavoine.

## Palmarès
- 1909
  -  Campió de França en ruta
  - Vencedor de 2 etapes al Tour de França
  - Vencedor de 2 etapes de la Volta a Bèlgica
- 1911
  - 1r de la cursa de Côte de Villennes
- 1912
  - Vencedor de 3 etapes al Tour de França
- 1914
  - Vencedor d'una etapa al Tour de França
- 1919
  - 1r del G.P.de l'Armistici
  - 1r al GP Sporting
  - 1r a l'Estrasburg - París
  - Vencedor de 5 etapes al Tour de França
  - Vencedor d'una etapa al Circuit dels Camps de Batalla
- 1920
  -  Campió de França en ruta
  - Vencedor de 3 etapes al Giro d'Itàlia
- 1922
  - 1r de la París-Lió (amb Philippe Thys)
  - 1r de la cursa de Côte de Mont-Chauve
  - Vencedor de 3 etapes al Tour de França
- 1923
  - 1r de la París-Lió (amb Philippe Thys)
  - Vencedor de 3 etapes al Tour de França
- 1924
  - Vencedor d'una etapa de la Bordeus-Marsella

### Resultats al Tour de França
- 1909. 3r de la classificació general i vencedor de dues etapes
- 1912. 5è de la classificació general i vencedor de tres etapes
- 1913. 19è de la classificació general
- 1914. 3r de la classificació general i vencedor d'una etapa
- 1919. 2n de la classificació general i vencedor de cinc etapes
- 1920. Abandona (2a etapa)
- 1921. Abandona (4a etapa)
- 1922. 2n de la classificació general i vencedor de tres etapes
- 1923. Abandona (11a etapa) i vencedor de tres etapes
- 1924. 14è de la classificació general
- 1925. 13è de la classificació general

### Resultats al Giro d'Itàlia
- 1920. 3r de la classificació general i vencedor de tres etapes